# جاك دورسي
جاك دورسي (بالإنجليزية: Jack Patrick Dorsey)‏ (ولد في 19 نوفمبر، 1976) هو مبرمج ورجل أعمال أمريكي، يُعرف بكونه مبتكر موقع تويتر، صنفته مجلة إم آي تي تكنولوجي ريفيو (MIT) كأحد أكثر 35 شخصية مبتكرة في العالم تحت سن الـ 35 سنة. وحصل عام 2012 «جائزة مبتكر العام» للتكنولوجيا من صحيفة وول ستريت جورنال.

## السيرة الذاتية

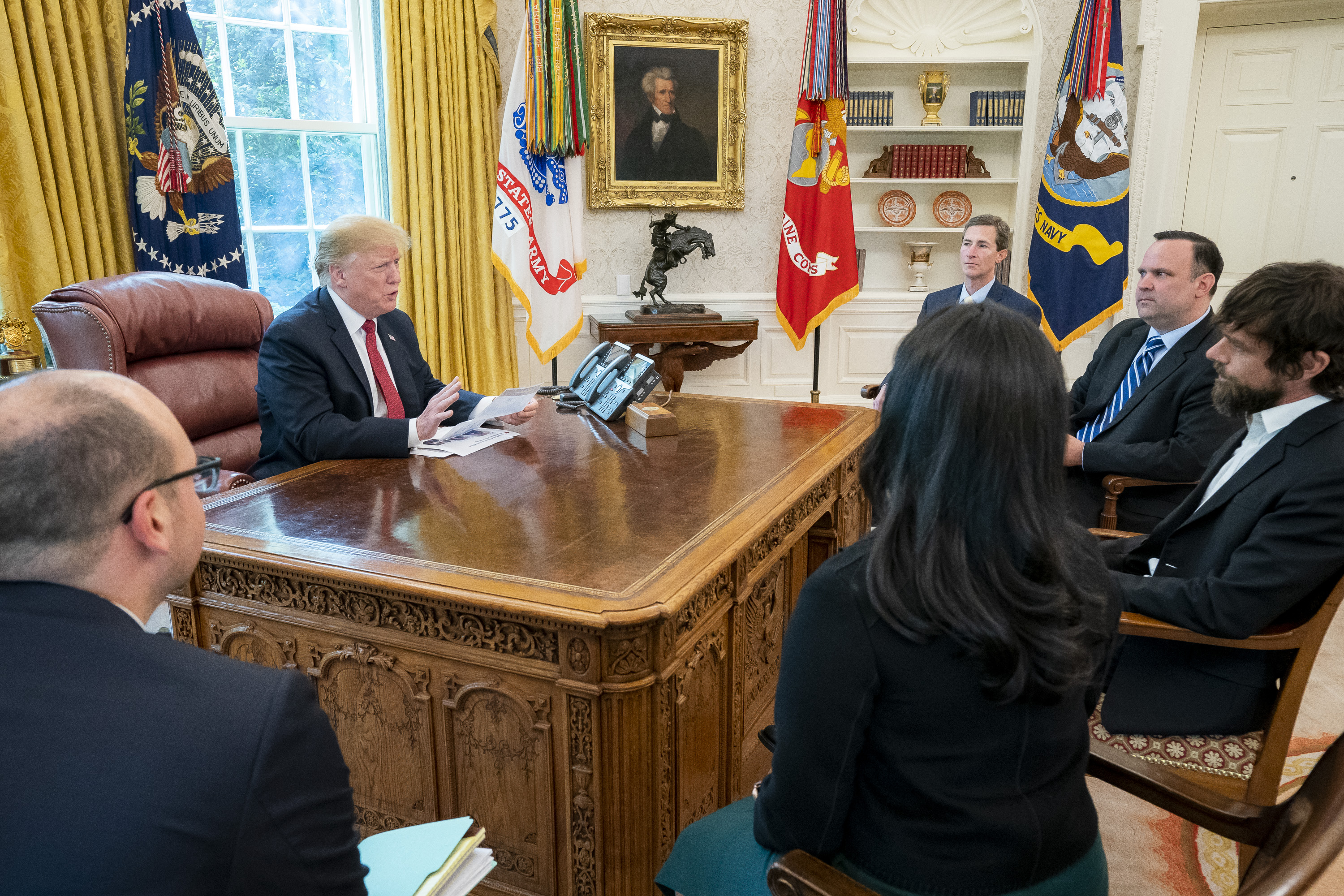
جاك دورسي مع الرئيس الأمريكي دونالد ترامب في المكتب البيضاوي بالبيت الأبيض - 23 أبريل 2019

ولد وترعرع جاك دورسي في سانت لويس بولاية ميزوري، وهو ابن مارسيا (سميث) وتيم دورسي. وله أصول إيطالية. عمل والده لحساب شركة وضعت الطيف الجماهيري في حين كانت والدته ربة منزل. تربى دورسي على المسيحية الكاثوليكية، وعمه كاهن كاثوليكي في سينسيناتي. ودرس في مدرسة ثانوية كاثوليكية.
عندما أصبح من العمر ثلاثة عشر عامًا، وكان دورسي مهتم في التوجيه. ولا تزال تُستخدم بعض البرمجيات المفتوحة المصدر والتي تستعمل في مجال الخدمات اللوجستية بإيفاد العديد من شركات سيارة أجرة. درس دورسي في جامعة ميسوري للعلوم والتكنولوجيا قبل ان ينتقل بعد ذلك إلى جامعة نيويورك، حيث أتته لأول مرة فكرة تويتر. بينما كان يعمل على إيفاد كمبرمج، انتقل لاحقًا إلى ولاية كاليفورنيا.

## استقالته
في يوم 29 نوفمبر 2021، أعلنَ جاك استقالته من تويتر بعد أن كان رئيساً تنفيذيًا لمدة 16 عاماً، واعلنها بتغريدة في حسابه على موقع التواصل الاجتماعي تويتر قائلاً:
«لست متأكدًا من أن أي شخص قد سمع ولكن، استقلت من تويتر»
واضاف صورة قال فيها عن سبب استقالته من منصبه وتحدث عن صديقه باراغ أغراوال الذي أصبح حالياً رئيساً تنفيذيًا لتويتر، واسهب في حديثه قائلاً " لقد كان باراغ خياري لبعض الوقت نظرًا لمدى فهمه العميق للشركة واحتياجاتها. كان باراغ وراء كل قرار حاسم ساعد في تغيير اتجاه هذه الشركة.
وختم قائلًا «أشكركم جميعًا على ثقتكم بي وعلى الانفتاح لبناء تلك الثقة في باراغ وأنفسكم. أحبكم جميعا. جاك PS أنا أغرد هذا البريد الإلكتروني. أمنيتي الوحيدة أن تكون شركة تويتر الأكثر شفافية في العالم. مرحبا أمي!»

## تويتر
واجه جاك الكثير من المخاطر في اجتيازه للصعوبات الكثيرة التي قادته إلى تطوير موقع تويتر والذي بدوره احاز على اعجاب الكثيرين واستقطاب زوار اعدادهم بالملايين. وظهر الموقع في أوائل عام 2006 كمشروع تطوير بحثي أجرته شركة Odeo الأميركية في مدينة سان فرانسيسكو، وبعد ذلك أطلقته الشركة رسمياً للمستخدمين بشكل عام في أكتوبر 2006. وبعد ذلك بدأ الموقع في الانتشار كخدمة جديدة على الساحة في عام 2007 من حيث تقديم التدوينات المصغرة، وفي أبريل 2007 قامت شركة Odeo بفصل الخدمة عن الشركة وتكوين شركة جديدة باسم Twitter. بدءاً من ديسمبر 2009 فإن جوجل سوف يقوم بعرض نتائج بحث فورية في محرك بحث جوجل لمدخلات المستخدمين الجديدة في تويتر.

## وصلات خارجية
- جاك دورسي على موقع IMDb (الإنجليزية)
- جاك دورسي على موقع الموسوعة البريطانية (الإنجليزية)
- جاك دورسي على موقع مونزينجر (الألمانية)
- جاك دورسي على موقع ميوزك برينز (الإنجليزية)
- جاك دورسي على موقع ديسكوغز (الإنجليزية)